# Дисвинецкалий
Дисвинецкалий — бинарное неорганическое соединение
металлов калия и свинца с формулой KPb2,
интерметаллид.

## Получение
- Сплавление стехиометрических количеств чистых металлов:

{\displaystyle {\mathsf {K+2Pb\ {\xrightarrow {338^{o}C}}\ KPb_{2}}}}

## Физические свойства
Дисвинецкалий образует кристаллы
гексагональной сингонии,
пространственная группа P 63/mmc,
параметры ячейки a = 0,666 нм, c = 1,076 нм, Z = 4.

## Другие соединения
Свинец и калий также образуют интерметаллические соединения других составов: KPb, K2Pb3, KPb4.